# 耐拉斯
耐拉斯（Nelapsi），是斯洛伐克的吸血鬼之一，可以用眼神攻擊並使人喪失生命。耐拉斯曾经进入一个村莊，過了一個星期後，村莊的居民全數死亡。

## 虛構故事中的耐拉斯
電影及小說「暮光之城」中的吸血鬼珍（Jane）為厄洛的愛將，能力是用念力使人劇痛，其能力的原形來自斯洛伐克可用眼神殺人的吸血鬼耐拉斯，但並不像耐拉斯一樣具有致命性。和其雙胞胎兄弟亞力克被稱為「邪惡的幻術雙胞胎」。個子嬌小，臉龐像小女孩一樣俊秀，是除了厄洛、凱撒及馬庫斯之外斗篷最黑、地位也最高的。

## 延伸阅读
Nádaská, Katarína: Čerti, bosorky a iné strašidlá. Fortuna Libri, 2015. ISBN 9788081424816